# Love megye
Love megye az Amerikai Egyesült Államokban, azon belül Oklahoma államban található. Megyeszékhelye és legnagyobb városa Marietta. Lakosainak száma 10 146 fő (2020. április 1.). Love megye Grayson, Montague, Cooke, Jefferson, Carter és Marshall megyékkel határos.

## Népesség
A megye népességének változása:
| Lakosok száma | 9433 | 9383 | 9582 | 9742 | 9870 | 10 146 |
|               | 2010 | 2011 | 2012 | 2013 | 2015 | 2020   |